# Skandalen (1913)
Skandalen är en svensk stumfilm från 1913 i regi av Georg af Klercker.

## Handling
En man och hans fru firar bröllopsdagen på en fin restaurang. Ett par bekanta får se dem, men känner inte igen henne och tror därför att han är ute med någon annan.

## Om filmen
Filmen är inspelad i Svenska Biografteaterns ateljé på Lidingö. Den visades första gången den 17 januari 1913 på Verdensspeilet i Kristiania. Det var svensk premiär den 10 februari 1913 och filmen är barntillåten.

## Rollista
- Georg af Klercker - Lycklig, grosshandlare
- Anna Norrie
- Selma Wiklund af Klercker
- Helfrid Lambert